# Werner Schäfke

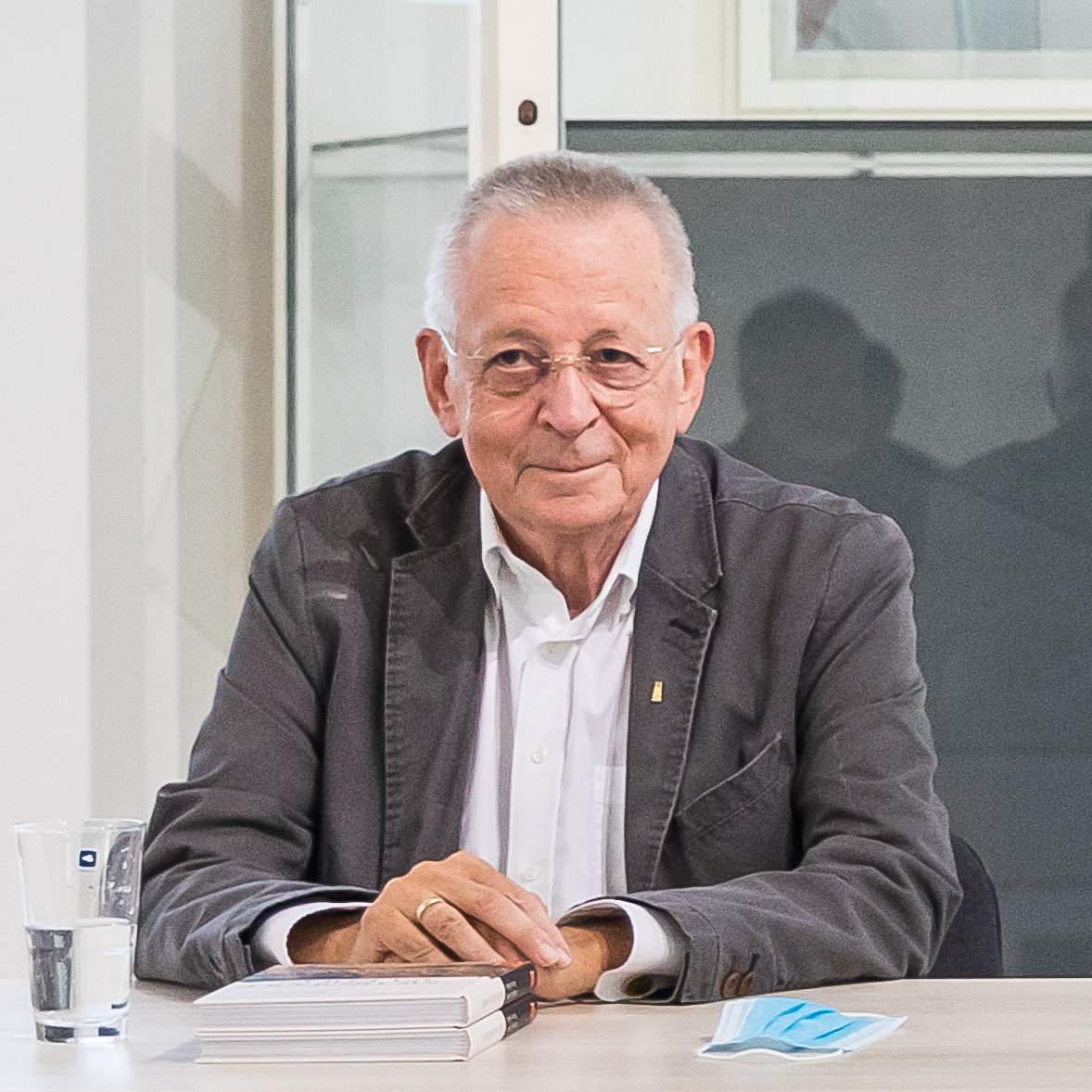
Werner Schäfke, 2020

Werner Schäfke (* 10. Juli 1944 in Hildesheim) ist ein deutscher Historiker und Kunsthistoriker. Von 1984 bis 2009 leitete er das Kölnische Stadtmuseum.

## Leben
Schäfke studierte Geschichte, Kunstgeschichte, Geographie und katholische Theologie in Köln, Bonn und Mainz. 1976 wurde er an der Fakultät Geschichtswissenschaften der Universität Mainz mit dem Thema Frühchristlicher Widerstand promoviert. Seit 1976 war er als Kurator am Kölnischen Stadtmuseum tätig, bis er 1984 dessen Leitung übernahm. 1979 war er als wissenschaftlicher Berater der 13-teiligen Fernsehserie Die Leute vom Domplatz tätig. 2009 ging er in den Ruhestand, blieb jedoch Geschäftsführer des Vereins der Freunde und Förderer des Kölnischen Brauchtums.
Als Direktor war Werner Schäfke für eine Reihe von Ausstellungen an verschiedenen Standorten verantwortlich, darunter Der Name der Freiheit. 1288–1988. Aspekte Kölner Geschichte von Worringen bis heute im Jahr 1988, Die Kölner Kartause um 1500. Eine Reise in unsere Vergangenheit 1991 sowie Das Neue Köln. 1945–1995.
Schäfke ist Autor zahlreicher Veröffentlichungen, darunter eine Reihe von Ausstellungs- und Bestandskatalogen des Stadtmuseums. Neben Arbeiten zur Geschichte der Stadt Köln und des Rheinlandes verfasste er mehrere Publikationen zur gotischen Baukunst.

## Publikationen (Auswahl)
- Frühchristlicher Widerstand. In: Hildegard Temporini, Wolfgang Haase (Hrsg.): Aufstieg und Niedergang der römischen Welt. Teil 2: Principat. Band 23: Wolfgang Haase (Hrsg.): Religion. (Vorkonstantinisches Christentum, Verhältnis zu römischem Staat und heidnischer Religion). Halbband 1. de Gruyter, Berlin u. a. 1979, ISBN 3-11-007822-8, S. 461–723, (Zugleich: Mainz, Universität, Fachbereich 16 – Geschichtswissenschaften, Dissertation, 1976).
- als Herausgeber: Ehrenfelder Glas des Historismus. Die Preis-Courants der Rheinischen Glashütten-Actien-Gesellschaft in Ehrenfeld bei Cöln, Abtheilung für Kunsterzeugnisse, 1881 und 1886, Nachträge 1888 und 1893. König, Köln 1979, ISBN 3-88375-005-0.
- Frankreichs gotische Kathedralen. Eine Reise zu den Höhepunkten mittelalterlicher Architektur in Frankreich. DuMont, Köln 1979, ISBN 3-7701-0975-9.
- Der Rhein von Mainz bis Köln. Eine Reise durch das Rheintal, Geschichte, Kunst und Landschaft. DuMont, Köln 1982, ISBN 3-7701-1142-7.
- Englische Kathedralen. Eine Reise zu den Höhepunkten englischer Architektur von 1066 bis heute. DuMont, Köln 1983, ISBN 3-7701-1313-6.
- Kölns romanische Kirchen. Architektur, Ausstattung, Geschichte. Mit Fotos von Wolfgang F. Meier. DuMont, Köln 1984, ISBN 3-7701-1360-8.
- mit Hiltrud Kier: Die Kölner Ringe. Geschichte und Glanz einer Straße. Vista-Point-Verlag, Köln 1987, ISBN 3-88973-066-3.
- Köln. Zwei Jahrtausende Geschichte, Kunst und Kultur am Rhein. DuMont, Köln 1988, ISBN 3-7701-2219-4.
- Peu après son décollage. Skandal und Betroffenheit – zur Wirkung des Werkes von Wolf Vostell. In: Rolf Wedewer (Hrsg.): Vostell. Edition Braus, Heidelberg 1992, ISBN 3-925520-44-9, S. 75–83.
- Schnellkurs Gotik (= dumont Taschenbücher. 575, DuMont-Schnellkurs.). DuMont, Köln 2007, ISBN 978-3-8321-7632-7.
- Deutsche Backstein-Architektur des Mittelalters. Von Lübeck bis zur Marienburg. Petersberg, Imhof 2008, ISBN 978-3-86568-162-1.
- mit Günter Henne: Kölner Köpfe. 50 Linolschnitte von Eduard Prüssen. Universitäts- und Stadtbibliothek Köln, Köln 2010, ISBN 978-3-931596-53-8.
- mit Roman Heuberger: Köln und seine Fotobücher. Fotografie in Köln, aus Köln, für Köln im Fotobuch von 1853 bis 2010. Emons, Köln 2010, ISBN 978-3-89705-790-6.
- als Herausgeber mit Marcus Trier: Mittelalter in Köln. Eine Auswahl aus den Beständen des Kölnischen Stadtmuseums. Emons, Köln 2010, ISBN 978-3-89705-654-1.
- als Herausgeber: Heinz Held: Köln in Wirtschaftswunderzeiten Emons, Köln 2011, ISBN 978-3-89705-874-3.
- Helios. Ein Leuchtturm für Ehrenfeld. Emons, Köln 2011, ISBN 978-3-89705-875-0.
- als Herausgeber: Hafenstadt Köln. Emons, Köln 2012, ISBN 978-3-95451-001-6.
- Kunsthaus Lempertz. Eine Kulturgeschichte. Dumont, Köln 2015, ISBN 978-3-8321-9487-1.
- Köln nach 1945. Die Geschichte unserer Gegenwart. Regionalia, Rheinbach 2017, ISBN 3-95540-321-1.
- Köln. Eine Stadtgeschichte in Bildern. 1.  Auflage. Böhlau-Verlag, Köln 2020, ISBN 978-3-412-52006-9.
- Die Große Inflation 1914–1924. Eine Kölner Geldgeschichte. Marzellen, Köln 2022, ISBN 978-3-937795-70-6.